# Léon Benett

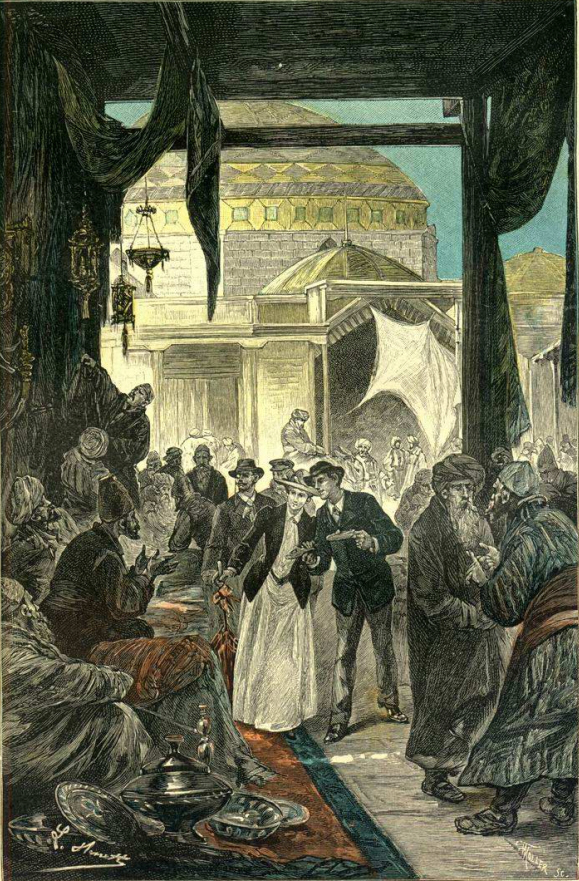
Bazar w Samarkandzie, ilustracja do książki Juliusza Verne’a Claudius Bombarnac.

Léon Benett (ur. jako Hippolyte Léon Benet 2 marca 1839 w Orange (Vaucluse), zm. 7 grudnia 1916 w Tulonie) – francuski malarz i ilustrator.
Ilustrował książki m.in. Juliusza Verne’a, Viktora Hugo i Lwa Tołstoja. 
Jego prace były bogate w elementy egzotyczne. Benett był pracownikiem rządowym i wiele podróżował po świecie; odwiedził m.in. Algierię, Indochiny, Martynikę i Nową Kaledonię.